# آنته بودیمیر
آنته بودیمیر (انگلیسی: Ante Budimir؛ زادهٔ ۲۲ ژوئیهٔ ۱۹۹۱) بازیکن فوتبال اهل کرواسی است.
از باشگاه‌هایی که در آن بازی کرده‌است، می‌توان به باشگاه فوتبال سمپدوریا، باشگاه فوتبال سن پائولی، باشگاه فوتبال کروتونه و باشگاه فوتبال لوکوموتیو زاگرب اشاره کرد.
وی همچنین در تیم‌های ملی فوتبال زیر ۲۱ سال کرواسی و کرواسی بازی کرده‌است.